# Dia nacional de Romania
El Dia Nacional de Romania és el gran dia de la unió (en romanès: Ziua Marii Uniri, també anomenat Dia de la Unificació o Dia Nacional) és una festa nacional a Romania, celebrada l'1 de desembre, que marca la unificació de Transsilvània, Bessaràbia i Bucovina amb el Regne romanès el 1918, cosa que es coneix com la Gran Unió. Aquesta festa es va declarar després de la Revolució Romanesa i commemora l'assemblea dels delegats d'ètnics romanesos celebrada a Alba Iulia, que van declarar la Unió de Transsilvània amb Romania.

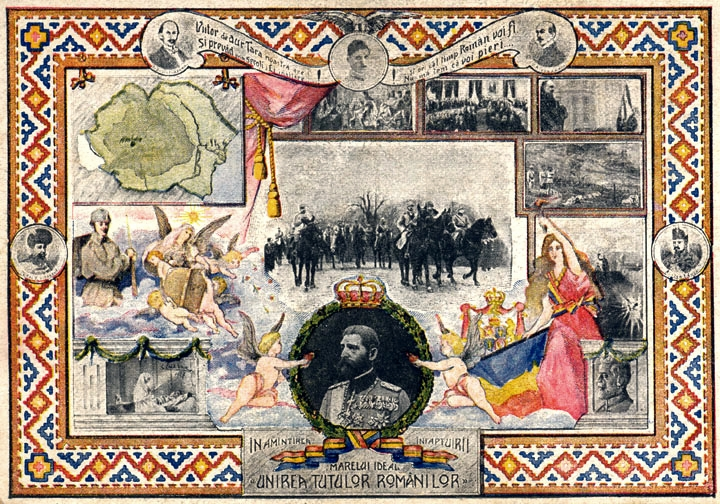
Postal romanesa emesa cca. 1918-1919. Tingueu en compte la forma inusual de les fronteres occidentals de Romania, tal com es mostra al mapa (se suposa que el país inclourà tot Maramureş, una part més gran de Crişana i possiblement tot el Banat, representat en blanc). Les fronteres definitives no es dibuixarien fins al 1920.

Abans del 1948, fins a l'abolició de la monarquia, la festa nacional era el 10 de maig, que tenia un doble significat: era el dia en què el rei Carol I va posar els peus a terra romanesa (el 1866) i el dia en què el príncep va ratificar la Declaració d'Independència (de l'Imperi Otomà) el 1877. A partir de 1948, durant el període d'administració comunista, la festa nacional va ser el 23 d'agost, Dia de l'alliberament de l'ocupació feixista, amb motiu de l'enderrocament del govern pro-feixista del mariscal Ion Antonescu de 1944, amb desfilades a la plaça Charles de Gaulle (llavors anomenada plaça de Stalin i plaça dels aviadors).

## Història
La Romania moderna va aparèixer després de la unificació dels principats romanesos (Moldàvia i Valàquia) pel príncep Alexandru Ioan Cuza el 24 de gener de 1859. Aquest acte, de vegades conegut com la Petita Unió, ara se celebra com el Dia de la Unificació dels Principats Romanesos (o Petit Dia de la Unió).

### Assemblea Nacional Alba Iulia

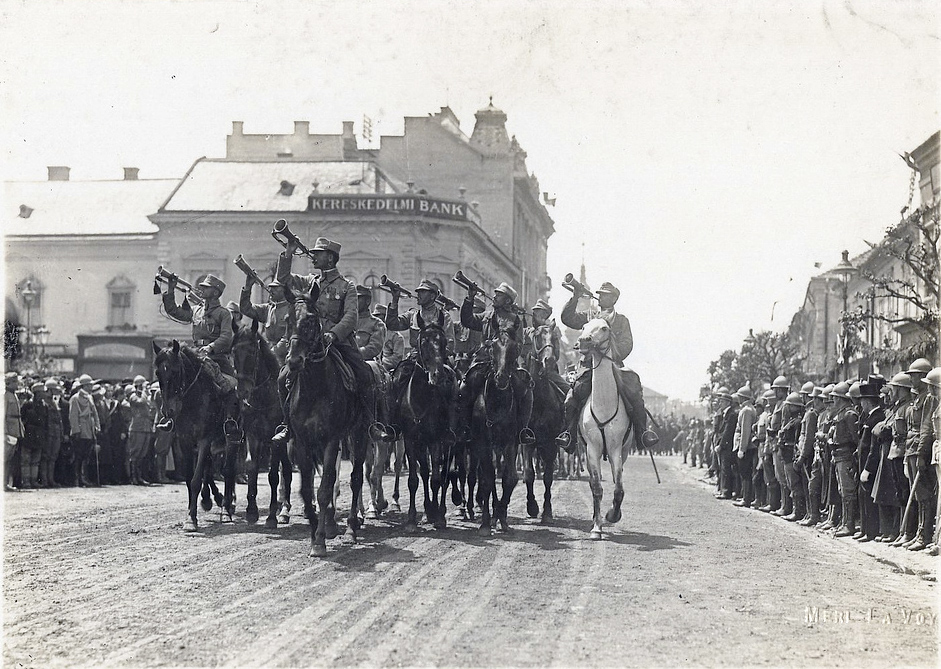
Les tropes romaneses desfilen a Transsilvània (aquí Piața Unirii, Cluj)

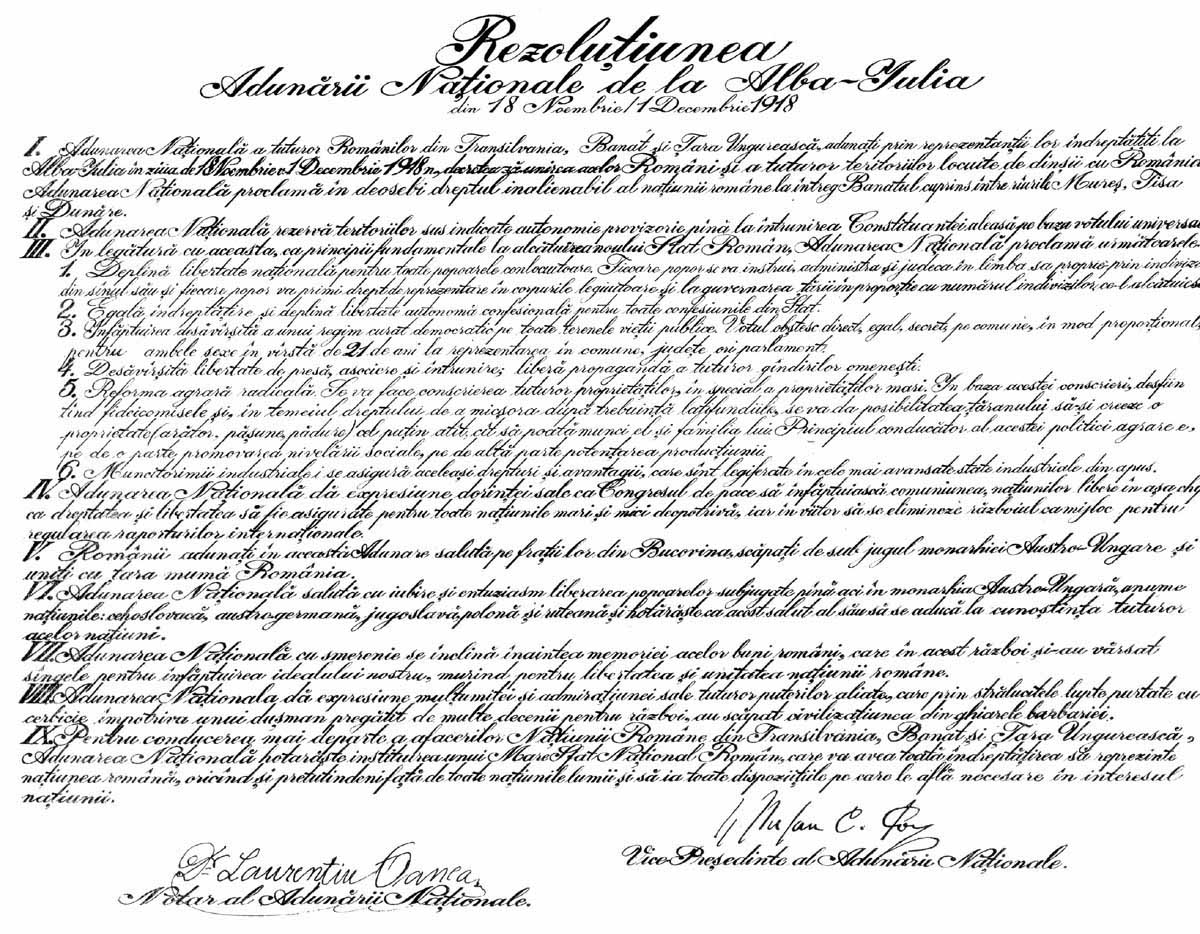
La Resolució de l'Assemblea Nacional

L'1 de desembre de 1918 (18 de novembre a l'estil antic), l'Assemblea Nacional de Romanesos de Transsilvània i Hongria, formada per 1.228 representants elegits dels romanesos a Transsilvània, Banat, Crișana i Maramureș, es va reunir a Alba Iulia i va decretar (per vot unànime) "la unificació d'aquests romanesos i de tots els territoris habitats per ells amb Romania".
La Resolució votada per l'Assemblea Nacional estipulava també els "principis fonamentals per a la fundació del nou Estat romanès". Era condicional i exigia la preservació d'una autonomia local democràtica, la igualtat de totes les nacionalitats i religions. Més tard, el Consell Romanès Nacional de Transsilvània també es va formar.
L'endemà, 2 de desembre de 1918, el Consell Nacional Romanès de Transsilvània va formar un govern amb el nom de Consell Director de Transsilvània (Consiliul Dirigent al Transilvaniei), dirigit per Iuliu Maniu.
L'11 de desembre de 1918, el rei Ferran I signar la Llei sobre la Unió de Transsilvània, Banat, Crișana, el Satmar i Maramureș amb l'antic Regne de Romania, decretant que:
Les terres designades a la resolució de l'Assemblea Nacional d'Alba-Iulia del 18 de novembre de 1918 estan i resten unides per sempre amb el Regne de Romania. - Ferran I, 11 de desembre de 1918

### Declaració de la festa
La resolució 903 del Consell de Ministres del 18 d'agost de 1949 havia marcat el 23 d'agost com a festa nacional. La Llei 10/1990, declarada l'1 d'agost de 1990, va traslladar la festa nacional a l'1 de desembre. La llei no especifica la importància d'aquest dia com a festa nacional. Va ser adoptada el 1990 per un parlament dominat per membres del Front de Salvació Nacional i promulgat pel president Ion Iliescu. La decisió va combatre en certa manera la simpatia amb la tradició de la monarquia romanesa, associada al 10 de maig, però també va decebre a l'oposició anticomunista, que desitjava que la festa nacional es traslladés al 22 de desembre.
L'elecció de l'1 de desembre, tot i que no es va declarar explícitament en una llei, es referia a la unificació de les províncies de Transsilvània, Banat, Crișana i Maramureș amb Romania el 1918. L'elecció d'aquest dia com a festa nacional va ser vista com un greuge per a la minoria hongaresa de Romania, ja que va significar per a ells una pèrdua de poder polític.

### Primera celebració
Durant la primera commemoració de la festa nacional de l'1 de desembre, a Alba Iulia, lloc on es va signar la proclamació de la unió de Transsilvània amb Romania, hi va tenir lloc les celebracions més grans. Va estar marcat per una important polarització política: Corneliu Coposu, aleshores el líder de l'oposició anticomunista, va ser interromput diverses vegades durant un discurs pels esbroncaments de la multitud. Petre Roman, aleshores primer ministre, va mostrar un plaer per aquestes reiterades interrupcions que Ion Iliescu va haver de fer-li un gest per aturar-lo. Aquest senyal va ser capturat en el filmat i difós àmpliament pels mitjans de comunicació de masses.

## Desfilada Militar Nacional

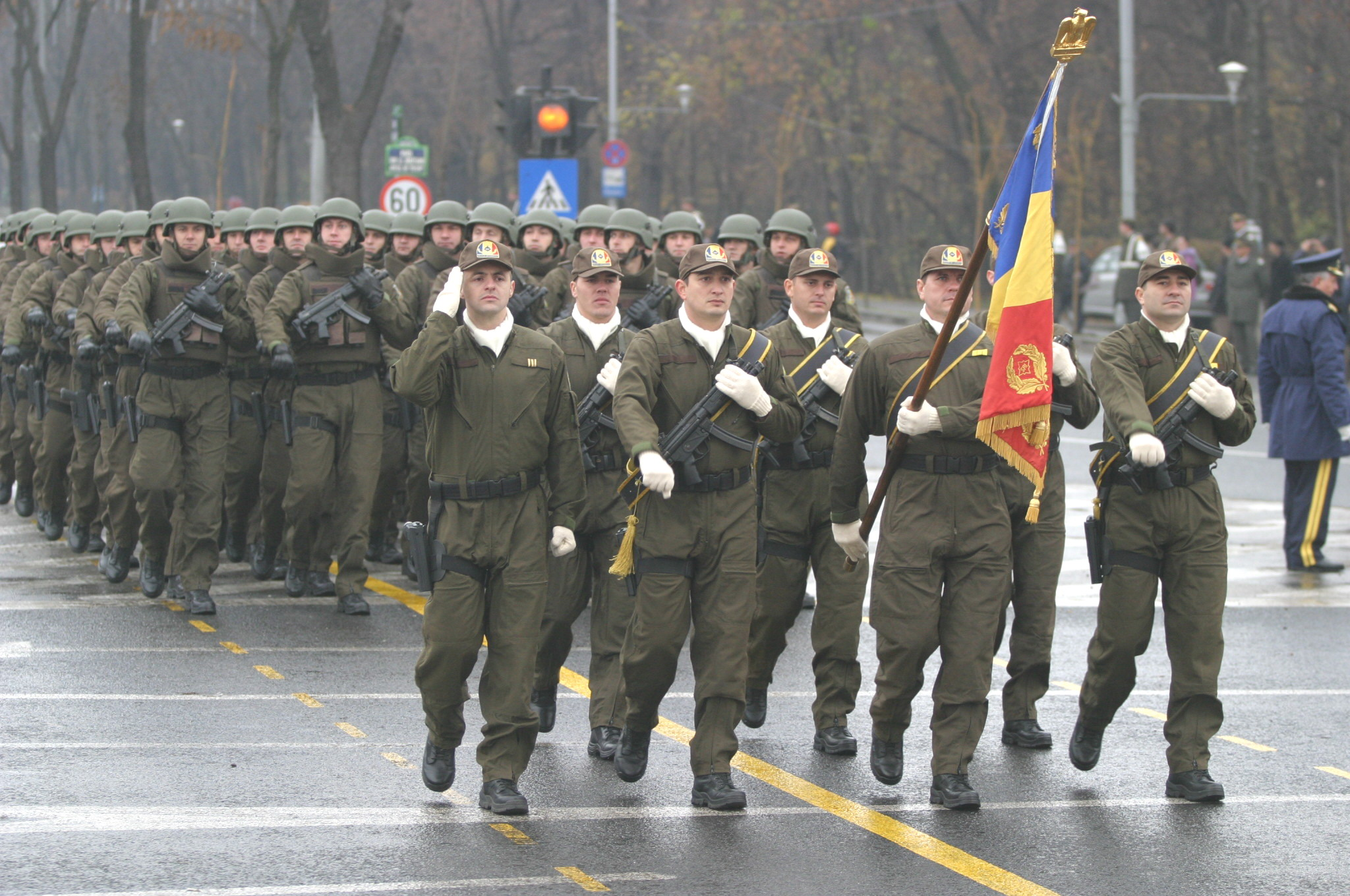
Un batalló contra el terrorisme del Servei d'Intel·ligència de Romania en desfilada el 2008.

Cada any es fa una desfilada militar anual coneguda oficialment com la desfilada militar nacional (en romanès: Parada Militară Națională) de les Forces Armades de Romania, ja sigui a la terra de Piața Constituției (plaça de la Constitució) o a Șoseaua Kiseleff, a pocs metres de l'Arcul de Triomf, al centre de Bucarest, se celebra en honor de l'ocasió. També es fa una desfilada a la ciutat d'Alba Iulia i dins d'altres ciutats importants. 
Com que el president de Romania és el convidat d'honor de la desfilada de Bucarest en la seva funció constitucional de comandant en cap, rep l'informe del cap de l'estat major romanès quan arriben a la plaça amb una fanfara de trucades de corneta. sent interpretat per un trompetista solitari. Després de rebre la salutació, el president camina per saludar la guàrdia de colors proporcionada per la 30a Brigada de Guàrdies de Miquel el Valent abans d'inspeccionar i saludar el guàrdia d'honor. Després d'això, Deșteaptă-te, române! després és interpretada per les bandes massificades de la guarnició de Bucarest, feta en part per músics de la 30a brigada de guàrdies de Miquel el Valent i un cor militar i civil combinat mentre es dispara una salutació de 21 canons al fons. Després d'això, a la desfilada de Kiseleff Road, el president diposita una corona de flors a l'Arc de Triomf abans de tornar a la graderia. Després d'això, el comandant de la desfilada, que és un oficial de rang general de les Forces Armades, ordena l'inici de la desfilada de la següent manera:
Desfilada... atenció! Pass cerimonial en revisió!
Ulls cap a la dreta, per l'esquerra, cap endavant, marxa ràpida!
La desfilada pròpiament dita comença en aquest punt, que sol ser dirigit per un guarda de colors massificat i tropes estrangeres abans que el personal actiu de les forces armades marxi per la ruta de la desfilada mentre les bandes massificades toquen música dirigida pel seu director sènior. Un segment històric de militars amb uniformes de la Primera Guerra Mundial sol formar part del passat. Després d'això, segueix la columna mòbil terrestre, que es compon de tancs, APC, IFV, els vehicles logístics i d'artilleria de defensa aèria i de camp de les Forces Armades, els vehicles de la policia i els vehicles d'emergència, acompanyats d'algunes ocasions de passatemps de les Forces Armades i Policia. Les tropes estrangeres han inclòs delegacions de Turquia, el Regne Unit, Moldàvia i els Estats Units, amb unitats específiques com la Unitat de Guàrdies Eslovena, el Cos de Marines dels Estats Units i la Companyia de Guàrdia d'Honor de l'Exèrcit Nacional de Moldàvia.
A continuació, la desfilada finalitza amb la Companyia de Guàrdies d'Honor de la 30a Brigada de Guàrdies i, seguidament, les bandes massives marxen de la plaça. 